# Basotho
Basotho, även sotho, basuto eller lesotho är en bantutalande folkgrupp som har funnits i södra Afrika sedan mitten av 1400-talet. De är inalles något över 12 miljoner (2006), och omfattar en rad undergrupper, bland andra fokeng, kwena, phuti och pedi. Större delen av Lesothos kungafamilj tillhör undergruppen (klanen) Bakuena.
Basotho utgör en stor majoritet av befolkningen i Lesotho, och är dessutom en av de största folkgrupperna i Sydafrika. Deras traditioner och kultur har haft inflytande i ett stort område. Den traditionella ekonomin har varit baserad på en blandning av jordbruk och djurhållning. Språket basotho talar heter sesotho.